# Marienkapelle (Baden-Baden)

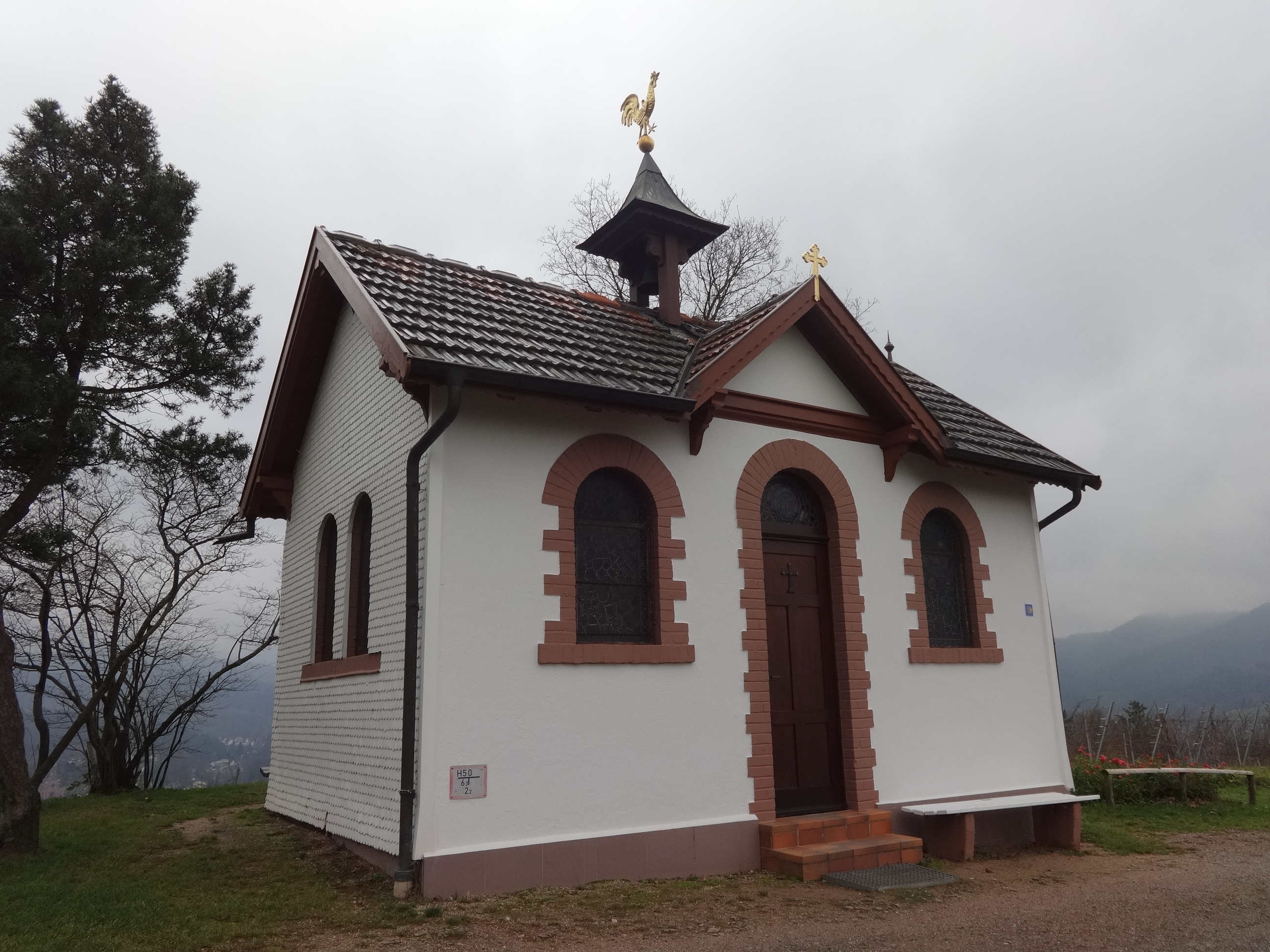
Marienkapelle auf dem Eckberg bei Baden-Baden-Lichtental

Die Marienkapelle, auch Eckbergkapelle ist eine denkmalgeschützte Kapelle in Lichtental, einem Ortsteil von Baden-Baden in Baden-Württemberg.

## Lage

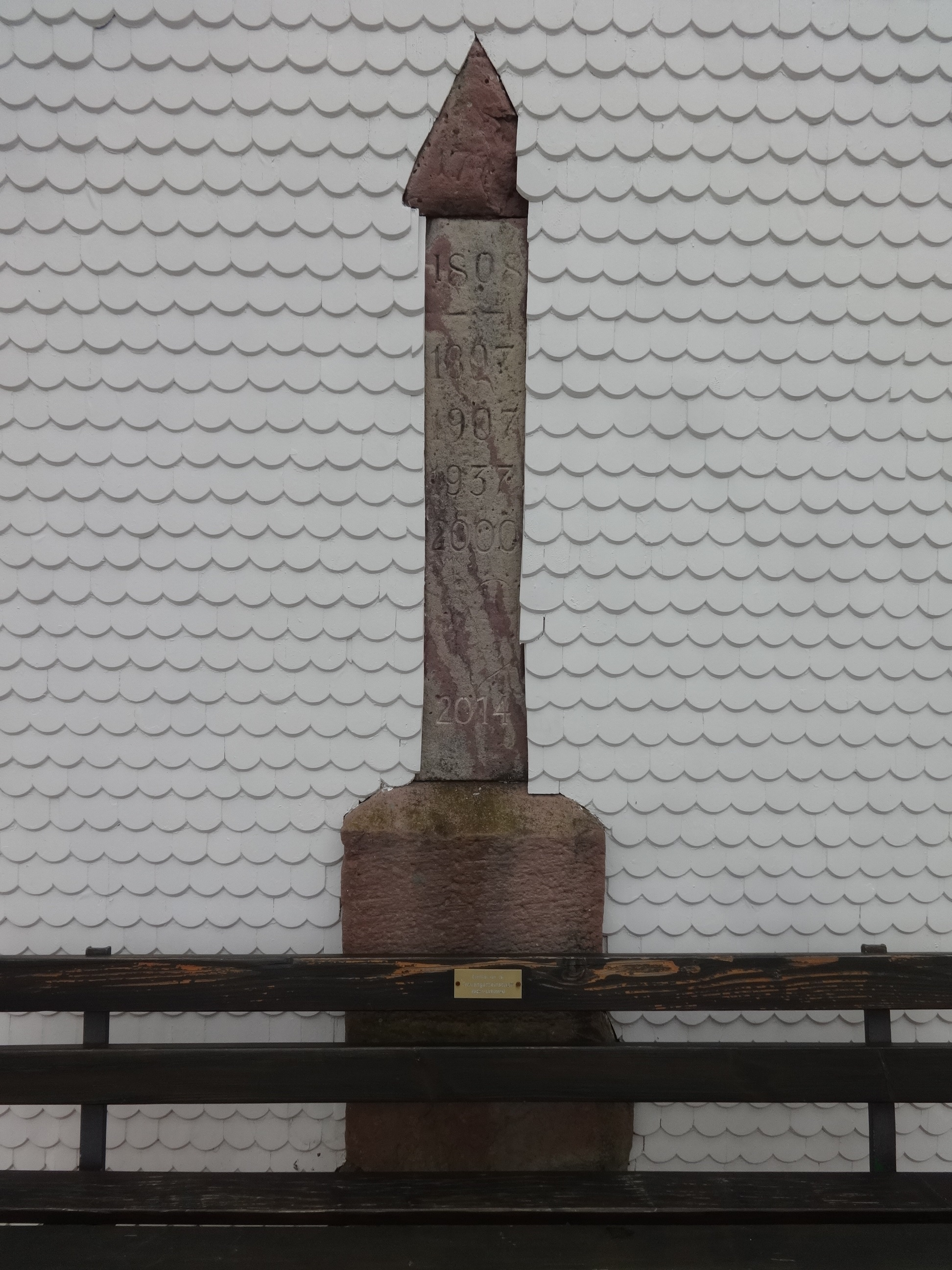
Bildstock an der Rückseite

Die Kapelle steht auf dem Eckberg, einem nicht ganz 300 m hohen Bergrücken nordöstlich des Oostals, zwischen Toni-Marschall-Weg, Rotackerstraße und den Eckhöfen. Am Südhang unter der Kapelle liegt ein Weinberg, unter dem sich der Friedhof Lichtental anschließt. Das Bauwerk ist über eine Abzweigung in den rund 40 km langen Panoramaweg Baden-Baden eingebunden.

## Geschichte

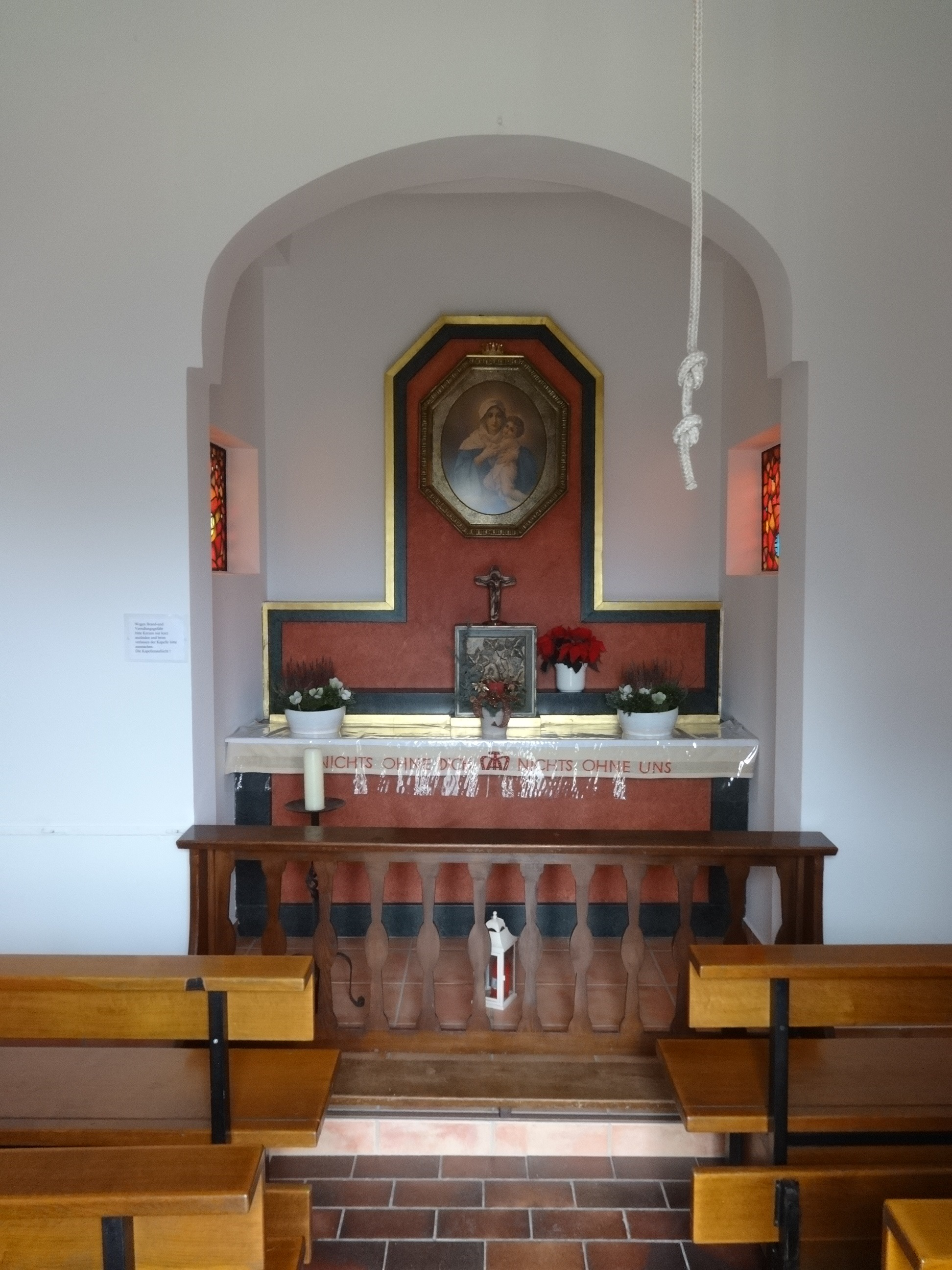
Innenraum

1770 stellten Gläubige aus der Region einen Bildstock in der Nähe der Eckhöfe auf. Auf ihm sind die wesentlichen Jahreszahlen der Geschichte der Kapelle eingraviert. Das Bauwerk geht auf eine Stiftung der Lichtentaler Einwohner Bernhard Heck und seiner Ehefrau Maria Anna aus dem Jahr 1809 zurück. Heck war zuvor erkrankt und nach einem Fürbittengebet genesen. Andere Personen, die von der Geschichte gehört hatten, wanderten ebenfalls zu der Kapelle und trugen dort ihre Bitten an Maria vor. Ende des 19. Jahrhunderts war der Zuspruch so groß, dass Bauarbeiter im Jahr 1897 eine Vorhalle errichteten. Zu dieser Zeit erhielt das Bauwerk auch einen Dachreiter mit einer Glocke. 1897 weihte der Pfarrer Bauer am Kirchweih-Sonntag den Sakralbau ein. Die Pflege des Bauwerks übernahmen die Erben Hecks. Dennoch wies das Bauwerk rund 100 Jahre nach seiner Errichtung einen deutlichen Sanierungsbedarf auf, der durch weiter steigende Besucherzahlen noch verschärft wurde.
Im Jahr 1907 errichteten Handwerker mit Hilfe von Spenden daher den im 21. Jahrhundert noch vorhandenen, deutlich größeren Bau. Die Stadt Baden-Baden unterstützte das Vorhaben, in dem sie eine Marienstatue stiftete, die auf dem Altar aufgestellt wurde. Pfarrer Götz weihte die Kapelle am 27. Oktober 1907 ein. 30 Jahre war das Bauwerk erneut sanierungsbedürftig. Die Baden-Badener Gruppierung der Schönstattbewegung erhielt die Erlaubnis, den Innenraum zu renovieren und das Bild Dreimal Wunderbaren Mutter von Schönstatt aufzuhängen. In dieser geistlichen Erneuerungsbewegung spielt Maria im schönstättischen Liebesbündnis eine zentrale Rolle. Sie beauftragten die Karlsruher Künstlerin Klara Kreß, einen Entwurf für die Glasfenster zu entwickeln. Die neuerliche Kirchenweihe fand am 5. September 1937 durch den Stadtpfarrer Heusler statt. Wenige Wochen später, am 27. Oktober 1937 feierte die Kirchengemeinde den ersten Gottesdienst.
Im Zweiten Weltkrieg diente die Kapelle als Notunterkunft für Soldaten. 1967 erneuerte die Kirchengemeinde den Fußboden und ersetzte das mittlerweile nicht mehr vorhandene Originalgemälde durch ein Bild, das der Gründer der Schönstattbewegung, Josef Kentenich, anlässlich seines Besuchs in der Kapelle am 3. September 1967 malte. Die Arbeiten wurden am 22. Oktober 1967 mit einem Gottesdienst abgeschlossen. Im Mai 1978 stellte die Kirchengemeinde neue Bänke in dem Bauwerk auf. Anlässlich der 50-jährigen Pflege des Bauwerks durch die Schönstattbewegung fand am 5. September 1987 eine Feierstunde im Beisein des Paters Roth statt. Im Jahr 2000 wurde die Kapelle erneut renoviert.

## Architektur und Ausstattung
Das Bauwerk wurde aus Mauersteinen mit einem T-förmigen Grundriss errichtet und mit einem weißen Putz versehen. An der Nordseite befindet sich ein segmentbogenförmiges Portal sowie zwei ebenfalls segmentbogenförmige, symmetrisch zur Tür angeordnete Fenster. Die Faschen sind mit rötlichem Mauerstein eingefasst. An der Ost- und Südseite sind zwei kleinere, einfacher ausgeführte Fenster aus Bleiglas. Die beiden östlichen Fenster zeigen die Verkündigung des Herrn, während die beiden westlichen gelegenen Fenster je zwei Personen und den Schriftzug „Hoch preiset den Herrn meine Seele und mein Herz frohlockt mit Gott“ (Ps 103,1 ) zeigen. Nach Süden hin steht hinter einer segmentbogenförmigen Vertiefung mit einem rechteckigen Grundriss ein Altar, der von der West- und Ostseite durch kleine rötlich eingefärbte Bleiglasfenster beleuchtet wird. Darüber hängt das Gemälde Kentenichs. Auf der Außenseite der Südwand ist der Bildstock in die Fassade integriert. Das Dach ist mit schwarzen Pfannen gedeckt. In der Mitte befindet sich ein Dachreiter mit einer Glocke, darüber ein Turmhelm mit Turmkugel und Wetterhahn. Oberhalb des Eingangsportals ist an einem dreiecksförmigen Giebel ein goldenes Kreuz angebracht.